# منير الحدادي
منير الحدادي (بالإسبانية: Munir El Haddadi)‏ (المولود 1 سبتمبر 1995) هو لاعب كرة قدم مغربي يلعب حاليًا كمهاجم لنادي ليغانيس الإسباني.

## المسيرة الاحترافية

### بداياته
ولد في سان لورنزو بمدينة مدريد من أصول مغربية. لعب مع نادي رايو دي ماخاداوندا في عام 2010 معاراً من أتلتيكو مدريد، وسجل معهم 32 هدفا في 29 مباراة. مما جذب اهتمام ريال مدريد ونادي برشلونة ومانشستر سيتي، لكنه انضم في 2011، إلى لاماسيا وهي أكاديمية برشلونة للفئات العمرية
سبق لمنير أن لعب للمنتخب الإسباني تحت 19 عام وللمنتخب الإسباني تحت 21 وللمنتخب الإسباني الأول و لل منتخب المغرب.

### برشلونة
سطع نجمه في دوري أبطال أوروبا للشباب بعدما سجل هدفين ضد نادي أياكس أمستردام في أول لقاءات دوري أبطال أوروبا للشباب، ثم فاز بلقب البطولة محرزاً لقب الهداف بتسجيله 11 هدف في 10 مباريات، وبعدما فاز نادي برشلونة على نادي بنفيكا في المباراة النهائية. في بداية عام 2014 تلقى عروض من عدة أندية منها آرسنال وباريس سان جرمان وبايرن ميونخ، لكن في 3 مارس 2014، وقع مع نادي برشلونة لمدة 3 سنوات إلى عام 2017، بقيمة 12 مليون يورو € إذا استمر مع الفريق الثاني، بقيمة 35 مليون مليون يورو € إذا انضم للفريق الأول.
في 24 أغسطس 2014 ، ظهر منير لأول مرة رسميًا مع الفريق الأول في الدوري الإسباني ضد نادي إلتشي في ملعب الكامب نو. بدأ المباراة أساسيا وسجل الهدف الثاني لتنتهي المباراة بنتيجة 3-0. قبل ثمانية أيام من عيد ميلاده التاسع عشر ، أصبح ثالث أصغر لاعب في تاريخ النادي يسجل هدفا بعد بويان وليونيل ميسي. تم ترشيح منير لجائزة الفتى الذهبي لعام 2014. فاز مع برشلونة بكل الألقاب الممكنة المحلية والقارية.

### فالنسيا (إعارة)
يوم 30 أغسطس 2016، انتقل منير إلى فالنسيا على سبيل الإعارة لموسم واحد. عُين له الرقم 9 الذي كان يحمله من قبله باكو ألكاسير الذي انتقل في الاتجاه المعاكس.

### ألافيس (إعارة)
في 1 سبتمبر من عام 2017، أعلن ناديا ألافيس وبرشلونة الإسبانيان لكرة القدم، انتقال المهاجم منير الحدادي لصفوف نادي ألافيس على سبيل الإعارة لمدة موسم واحد.

### إشبيلية
في 14 ديسمبر 2018، وقع عقداً مع إشبيلية ، قادماً من برشلونة، وقد خاض أو مباراة مع إشبيلية ضد ريال مدريد في 19 ديسمبر 2018 التي انتهت بـ2 - 0 لصالح ريال مدريد.

## المسيرة الدولية

### المنتخب
آخر تحديث 6 أكتوبر 2021.
| المنتخب الوطني | العام   | الظهور | الأهداف |
| -------------- | ------- | ------ | ------- |
| المغرب         |         |        |         |
| 2020           | 2       | 1      |         |
| 2021           | 4       | 1      |         |
| المجموع        | المجموع | 6      | 2       |

## الإحصائيات
آخر تحديث 24 أغسطس 2014.
| النادي          | الموسم        | الدوري | الدوري  | الكأس  | الكأس   | أوروبا | أوروبا  | المجموع | المجموع |
| النادي          | الموسم        | الظهور | الأهداف | الظهور | الأهداف | الظهور | الأهداف | الظهور  | الأهداف |
| --------------- | ------------- | ------ | ------- | ------ | ------- | ------ | ------- | ------- | ------- |
| نادي برشلونة بي | 2013–14       | 11     | 4       | —      | —       | —      | —       | 11      | 4       |
| نادي برشلونة بي | المجموع       | 11     | 4       | —      | —       | —      | —       | 11      | 4       |
| نادي برشلونة    | 2014–15       | 1      | 1       | 0      | 0       | 0      | 0       | 1       | 1       |
| نادي برشلونة    | المجموع       | 1      | 1       | 0      | 0       | 0      | 0       | 1       | 1       |
| المجموع الكلي   | المجموع الكلي | 12     | 5       | 0      | 0       | 0      | 0       | 12      | 5       |

## الإنجازات

### النادي
برشلونة للشباب
- الدوري الأوروبي للشباب (1): 2013–14[16]

 برشلونة
- الدوري الإسباني (3): 2014–15، 2015–16، 2018–19
- كأس ملك إسبانيا (2): 2014–15، 2015–16
- كأس السوبر الإسباني (2): 2016، 2018
- دوري أبطال أوروبا (1): 2014–15
- كأس السوبر الأوروبي (1): 2015
- كأس العالم للأندية (1): 2015

 إشبيلية
- الدوري الأوروبي (1): 2019–20

فردية
- الدوري الأوروبي للشباب الهداف: 2013–14
- الدوري الأوروبي للشباب: أكثر صناعة للأهداف 2013–14
- كأس ملك إسبانيا الهداف: 2015–16[17]
- الدوري الأوروبي تشكيلة الموسم: 2019–20[18]

## روابط خارجية
- منير الحدادي على موقع الاتحاد الدولي (مؤرشف)  (الإنجليزية)
- منير الحدادي على موقع الاتحاد الأوربي (الإنجليزية)
- منير الحدادي على موقع قاعدة بيانات كرة القدم.إي يو (الإنجليزية)
- منير الحدادي على موقع ليكيب (الفرنسية)
- منير الحدادي على موقع ناشيونال فوتبول تيمز (الإنجليزية)
- منير الحدادي على موقع Soccerbase.com (لاعب) (الإنجليزية)
- منير الحدادي على موقع Soccerway.com (الإنجليزية)
- منير الحدادي على موقع عالم كرة القدم.نت (الإنجليزية)
- منير الحدادي على موقع AS.com (الإسبانية)